# Jack Burke (cyclisme)
Pour les articles homonymes, voir Jack Burke (homonymie) et Burke.
Jack Burke, né le 12 juin 1995, est un coureur cycliste canadien.

## Biographie
En tant que junior (moins de 19 ans), Jack Burke remporte le contre-la-montre individuel du Tour de l'Abitibi en 2013. Un jour plus tard, il est testé positif à l'hydrochlorothiazide, un médicament interdit. Sur la base de ce test positif, il est suspendu et perd sa victoire. Il conteste s'être dopé et engage un avocat. Après un procès, il est prouvé que la substance est entrée dans son corps par l'eau que Burke avait bu et sa suspension pour dopage est annulée. Cependant, il ne récupère les bénéfices de sa victoire (et sa deuxième place dans le championnat national de contre-la-montre un mois plus tôt). Plus tard cette année-là, il termine dix-neuvième du championnat du monde de contre-la-montre juniors. En 2014, il est troisième de la poursuite par équipes lors des championnats nationaux sur piste. 
Lors de la saison 2016, il évolue avec l'équipe continentale H&R Block et se classe notamment deuxième du championnat du Canada du contre-la-montre espoirs (moins de 23 ans). En 2017, il rejoint la formation Aevolo. Il remporte le classement des jeunes du Grand Prix cycliste de Saguenay et du Tour d'Alberta. Il termine également deuxième du classement des jeunes de la Joe Martin Stage Race, du Tour de Beauce et de la Cascade Cycling Classic et troisième de celui du Tour of the Gila. Aux championnats du monde, il termine dernier du contre-la-montre espoirs.
En 2018, il est membre de l'équipe américaine Jelly Belly-Maxxis. Il est dixième du Tour of the Gila. En juin, lors du Tour de Beauce, il remporte une étape de montagne et porte le maillot de leader pendant un jour et termine finalement quatrième du général. En août, il est onzième du Tour de l'Utah et douzième de la Colorado Classic. Lors de la saison 2019, il rejoint l'équipe luxembourgeoise Leopard et court de nombreuses épreuves en Europe. Son meilleur résultat est une quatrième place sur le Tour du Jura.
En 2020, Jack Burke rejoint la formation autrichienne Vorarlberg-Santic, mais il ne participe qu'à sept jours de courses en raison de la pandémie de Covid-19.
En 2024, Jack Burke enregistre un entraînement sur l'application Strava en battant le record de Vincenzo Nibali sur la montée du célèbre Col du Mortirolo en 43 minutes et 45 secondes. Il recherche alors un contrat professionnel avec une équipe World Tour.

## Palmarès sur route

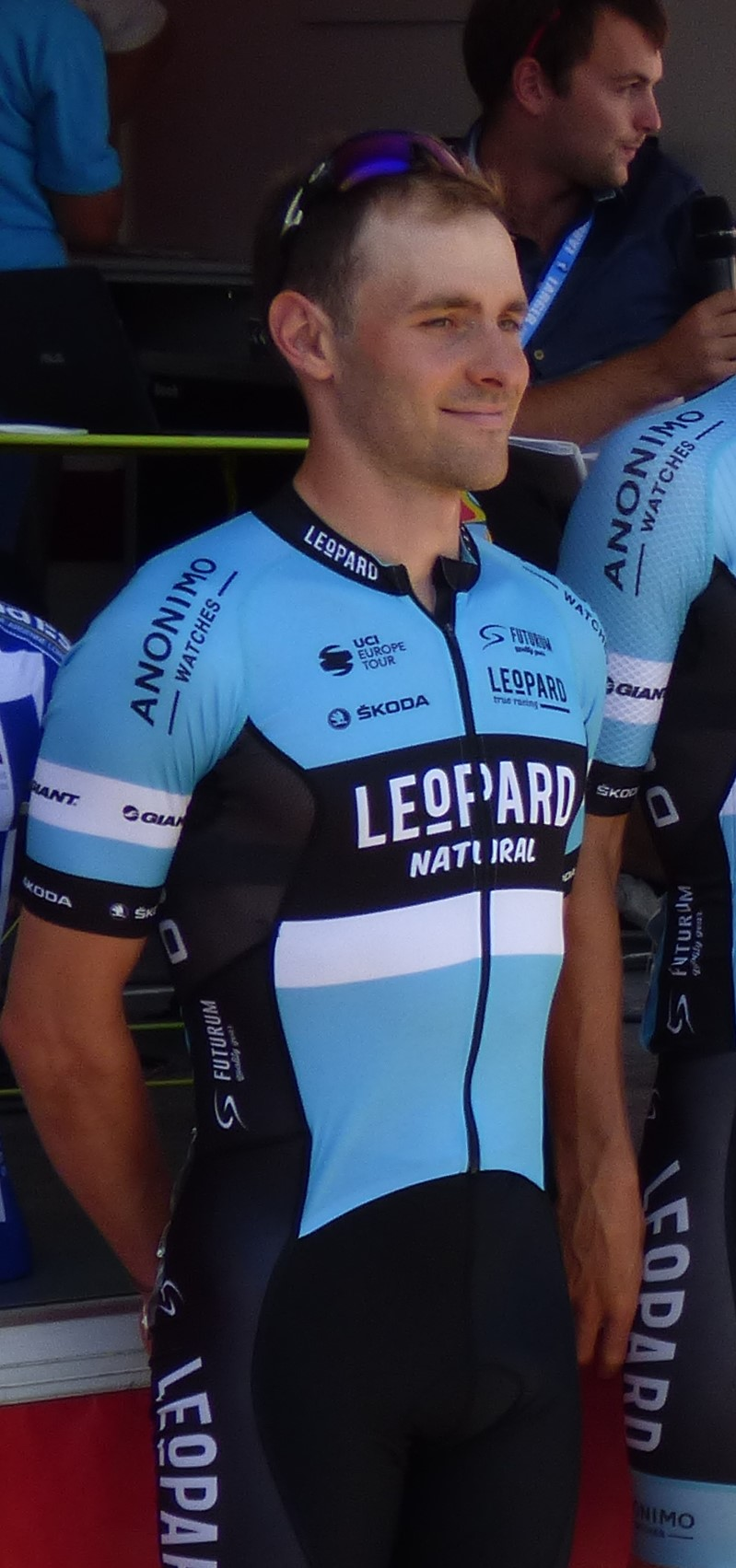
Jack Burke au Tour Alsace 2019

### Par années
- 2013
  - 3e étape du Tour de l'Abitibi
  - 2e du championnat du Canada du contre-la-montre juniors
- 2014
  - 3e de la Calabogie Road Classic
- 2016
  - Aldergrove Long Road Race
  - 2e du championnat du Canada du contre-la-montre espoirs
- 2018
  - 2e étape du Tour de Beauce
- 2025
  - 2e de l'Étape du Tour

### Classements mondiaux
| Année                                 | 2016  | 2017 | 2018 | 2019  | 2020 | 2021 | 2022  |
| ------------------------------------- | ----- | ---- | ---- | ----- | ---- | ---- | ----- |
| Classement mondial                    | 2176e | 872e | 817e | 1384e | nc   | nc   | 1749e |
| UCI America Tour                      | 405e  | 43e  | 40e  | 196e  | nc   | nc   | 266e  |
|                                       |       |      |      |       |      |      |       |
| Légende : nc = non classéSource : UCI |       |      |      |       |      |      |       |

## Palmarès sur piste

### Championnats du Canada
- 2014
  - 3e de la poursuite par équipes